# إسماعيل الطالبي

إسماعيل بن محمد بن الحسن بن القاسم الحسني الطالبي (1080هـ-1669م) من أبناء الأئمة في اليمن، وهو أديب وشاعر اشتهر في الديار اليمنية، وصنّف كتاباً أسماه «سمط الآل في شعر الآل» في مجلد، توفي قبل أن يبلغ الأربعين في مذيخرة.